# EA-3167
EA-3167是一种含氮有机化合物，化学式C
20H
29NO
3，能作为长效抗膽鹼劑和致谵妄剂，化学结构上与化学武器二苯乙醇酸-3-喹咛环酯（QNB）以及支气管扩张药噻托溴铵类似。